# Adriana Calatayud
Adriana Calatayud (Ciudad de México, 1967) es una artista visual y fotógrafa. Es Licenciada en Comunicación Gráfica por la Escuela Nacional de Artes Plásticas de la UNAM de la cual se graduó con Mención Honorífica. Su trabajo mezcla técnicas de fotografía, vídeo y multimedia para dar forma a sus obras a menudo centradas en temas de tecnología y el cuerpo humano.

## Biografía
Comenzó su carrera apoyando la realización de proyectos de investigación y manipulación de imagen en el Taller de Gráfica Digital del Centro Nacional de las Artes, donde estuvo de 1996 a 2001. Fue coordinadora del área de investigación de imagen y tecnología y proyectos de vídeo en la Sala del Centro de la Imagen también del CNA, ocupó este cargo de 2004 a 2005. Además de su trabajo como artista, Adriana es tutora del área de fotografía en el programa de becas para Jóvenes Creadores del FONCA. Ha sido parte del jurado del premio a jóvenes fotógrafos que concede Cuartoscuro.

## Obra
Adriana Calatayud ha expuesto en galerías y museos en Canadá, Estados Unidos, México y algunos países de Europa. Ha sido incluida en diferentes publicaciones de fotografía. 
En 2008 presentó la serie Torturas Voluntarias, donde realiza un ejercicio fotográfico a partir de las posibles cirugías cosméticas que se realizan en el cuerpo femenino.
Asimismo, parte de su obra se basa en la unión de lo artístico con lo científico, como en el caso de Monografías (2005), donde une las fotografías de cuerpos con la representación anatómica de los mismos mediante ilustraciones sobrepuestas, confrontándose las fotografías de cuerpos desnudos con sus representaciones anatómicas.

### Exposiciones Individuales
- Constructo, la construcción del cuerpo femenino. Oaxaca (2008)[7]
- Constructo, la construcción del cuerpo femenino. Ciudad de México (2007)
- Prototipos 2.1 Antropometría cyborg. México, Francia (2007)[8]
- Adriana Calatayud, Photo España. España (2002)
- Natura, Espacio relativo. Oaxaca (2002)[9]

## Distinciones
- Mención Honorífica, VII Bienal de Fotografía 1997.
- Mención Honorífica, XVII Encuentro de Arte Joven 1998.
- Beca de Artista Residencial, Centro Banff para las artes 1999.
- Beca de Jóvenes Creadores, FONCA 1996 y 2000.
- Programa de Fomento a Proyectos y Conversiones Culturales, FONCA 2003.
- Beca del Sistema Nacional de Creadores, FONCA 2005-2008.